# 10586 Jansteen
10586 Jansteen eller 1996 KY4 är en asteroid i huvudbältet som upptäcktes den 22 maj 1996 av den belgiske astronomen Eric W. Elst vid La Silla-observatoriet. Den är uppkallad efter den nederländske konstnären Jan Steen.
Asteroiden har en diameter på ungefär 4 kilometer.